# Diyar Cicek
Diyar Hasan Cicek, född den 2 juni 1995, är en svensk politiker och socialdemokrat. Mellan 2021 och 2025 var han förbundssekreterare för Sveriges socialdemokratiska ungdomsförbund.
Han kandiderade i riksdagsvalet 2022 på plats 27 för Socialdemokraterna i Dalarna.